# Cola ruawaensis
Cola ruawaensis är en malvaväxtart som beskrevs av Martin Roy Cheek. Cola ruawaensis ingår i släktet Cola och familjen malvaväxter. Inga underarter finns listade i Catalogue of Life.